# Awake (album de Dream Theater)
 (mai 2018).
Si vous disposez d'ouvrages ou d'articles de référence ou si vous connaissez des sites web de qualité traitant du thème abordé ici, merci de compléter l'article en donnant les références utiles à sa vérifiabilité et en les liant à la section « Notes et références ».
Pour les articles homonymes, voir Awake.
Albums de Dream Theater
Live at the Marquee
(1993) A Change of Seasons
(1995)
Awake est le troisième album du groupe de metal progressif Dream Theater, sorti en 1994. Il succède à Images and Words, qui a aidé le groupe à percer au niveau international. C'est le dernier album avec le claviériste Kevin Moore, remplacé sur la tournée par Derek Sherinian.

## Description
Les soixante-quinze minutes de l'album sont réparties en onze titres dont une longue pièce divisée en trois chansons (A Mind Beside Itself est un morceau divisé en trois parties : Erotomania, Voices et The Silent Man). Le son est moderne et agressif. Le fait est que John Petrucci utilise pour la première fois une guitare 7 cordes.
L'album commence par 6:00, un morceau énergique avec une rythmique syncopée. Ce morceau d'introduction donne le ton de l'album et se poursuit sur Caught In A Web avec son refrain accrocheur, joué à la guitare sept cordes. Innocence Faded change de ton. Tout en étant très technique, le morceau offre du feeling, ce qui caractérise à la fois l'album et le groupe.
Ensuite vient la trilogie appelée A Mind Beside Itself, composée de trois morceaux de styles différents, qui définissent le style musical du groupe. Le groupe exhibe ses qualités techniques dans l'instrumental Erotomania. Voices révèle l'aspect progressif du groupe. Enfin The Silent Man est d'un registre plus calme, la technique laissant la place aux mélodies. The Mirror est une version allongée du court instrumental Puppies On Acid, que l'on peut notamment entendre sur l'album Once in a LIVEtime. Le morceau suivant, Lie, est le morceau le plus heavy de l'album. Il a été le premier single de l'album (avant Caught In a Web et The Silent Man). On remarque d'ailleurs sur le clip que Kevin Moore avait déjà quitté le groupe et Derek Sherinian ne l'avait pas encore remplacé. Lifting Shadows Off A Dream est le deuxième morceau calme de l'album. Il s'agit aussi d'un des rares morceaux du groupe dont les paroles ont été écrites par John Myung. Le dernier morceau Space Dye Vest a un statut particulier. Il s'agit du seul morceau du groupe qui a été entièrement composé par un seul de ses membres, en l'occurrence Kevin Moore. Mike Portnoy, qui a longtemps été la voix officielle du groupe, a plusieurs fois déclaré que le morceau n'était pas un morceau de Dream Theater, mais de Kevin Moore [réf. nécessaire]. Ceci explique que le groupe n'a jamais joué le morceau en concert avant le 23 janvier 2011 au Tarrytown Music Hall.

## Liste des chansons
Toute la musique est composée par Dream Theater, sauf si annoté.
| No  | Titre                                                | Paroles                     | Durée |
| --- | ---------------------------------------------------- | --------------------------- | ----- |
| 1.  | 6:00                                                 | Kevin Moore                 | 5:31  |
| 2.  | Caught in a Web                                      | James LaBrie, John Petrucci | 5:28  |
| 3.  | Innocence Faded                                      | Petrucci                    | 5:43  |
| 4.  | A Mind Beside Itself: I. Erotomania                  | (instrumental)              | 6:45  |
| 5.  | A Mind Beside Itself: II. Voices                     | Petrucci                    | 9:53  |
| 6.  | A Mind Beside Itself: III. The Silent Man (Petrucci) | Petrucci                    | 3:48  |
| 7.  | The Mirror                                           | Mike Portnoy                | 6:45  |
| 8.  | Lie                                                  | Moore                       | 6:34  |
| 9.  | Lifting Shadows Off a Dream                          | John Myung                  | 6:05  |
| 10. | Scarred                                              | Petrucci                    | 11:00 |
| 11. | Space-Dye Vest (Moore)                               | Kevin Moore                 | 7:29  |